# Метонімічна модель
Метонімі́чна моде́ль — використання якоїсь субкатегорії, або члена категорії, для того щоб представити категорію в цілому.

## Характеристики метонімічної моделі
Метонімічна модель має наступні характеристики:
- Існує концепт — «мішень» А, який для якоїсь мети повинен отримати зрозумілу інтерпретацію в деякому контексті.
- Наявна концептуальна структура, яка включає концепт А і якийсь інший концепт В. В є частиною А або тісно асоціюється з ним в даній концептуальній структурі. В типовому випадку вибір В однозначно обумовлює А всередині даної концептуальної структури.
- В порівнянні з АВ або менше усвідомлюється, легше запам’ятовується, або може бути більш використаний безпосередньо для даної мети в даному контексті.
- Метонімічна модель — це модель відношення між А і В в концептуальній структурі; це відношення визначається через функцію від В до А.

Більшість метонімічних моделей є насправді моделями «індивідних речей», але не категорій. Дж. Лакофф і Джонсон показали, що існує багато типів метонімічних моделей для категорій; кожний тип представляє особливий вид джерела прототипних ефектів.

## Типи метонімічних моделей

### Соціальні стереотипи
Можуть представляти категорію в цілому. Часто є предметом публічних дискусій. Змінюються з часом, можуть набувати громадської значущості. Вони використовуються в міркуваннях і в тому, що ми називаємо «поспішним висновком». Вони часто використовуються в рекламі. Наприклад, стереотипний холостяк — це красень і гуляка, який зустрічається з багатьма жінками, який хоче отримати побільше сексуальних перемог, і який постійно проводить час поза домом. Цей приклад краще відповідає стереотипу холостяка, ніж непомітний чоловік, якому подобається піклуватися про дітей, який надає перевагу стабільним стосункам з однією жінкою, любить роботу по дому і добре виконує її.Часто ми маємо імена для стереотипів, наприклад, єврейська принцеса. Це категорії, які функціонують як стереотипи для інших категорій. Розуміння таких категорій потребує розуміння їхньої ролі як стереотипів.

### Типові приклади
Вони використовуються зазвичай несвідомо і автоматично. Важко представити типові приклади, як предмет публічного обговорення і вони не змінюються так помітно протягом життя однієї людини, як соціальні стереотипи. Вони використовуються в міркуваннях, як показав Ріпс, який описав експеримент, в якому його учасники зробили висновок, що якщо б малинівки на якомусь острові захворіли якоюсь хворобою, то і качки би захворіли, а не навпаки.

### Ідеали
Багато категорій усвідомлюються в термінах абстрактних ідеальних випадків, які можуть не бути типовими або стереотипними. Наприклад, ідеальний чоловік – це той, який піклується про сім’ю, вірний своїй дружині, сильний, привабливий чоловік, а стереотипний чоловік – зануда, пузатий, неуважний. Наомі Куін виявила, що існує багато типів ідеальних моделей шлюбу: успішні шлюби, вдалі шлюби та міцні шлюби. Ідеали розглядаються як наділені усіма позитивними якостями неідеальних випадків, в той час, як неідеальні випадки не розглядаються як ті, що наділені усіма позитивними якостями ідеальних випадків.

### Взірці
Велика кількість наших дій пов’язана з ними. Ми стараємося наслідувати їх. Ми використовуємо взірці як моделі, на яких базуються наші дії. Ми прагнемо познайомитися з ними в різних областях – відвідування премії «Оскар», подорож, щоб побачити сім чудес світу і придбання взірцевих споживчих товарів. Крім цього, ми, зробивши висновки, дуже часто базуємось на розповсюдженій думці, що люди, які є взірцями, є також взірцевими людьми. Тому люди є такими  збентеженими, коли дізнаються, що великий баскетболіст чи впливовий чиновник задіяні в недобрих справах.

### Генератори
Існують випадки, коли члени категорії визначаються чи «генеруються» центральними членами і деякими загальними правилами. Це можна побачити на прикладі натуральних чисел. Прості однозначні числа є центральними членами категорії натуральних чисел; вони, при даних спільних арифметичних принципах, породжують цілу категорію. Однозначні числа разом з таблицями складання і множення і правилами арифметики створюють модель, яка генерує натуральні числа і є метонімічною в нашому розумінні. Натуральні числа мають інші моделі, які поділяють числа на парні і непарні, прості числа і не прості. Такі моделі не є метонімічними. Однак вони визначають тільки субкатегорії натуральних чисел. Категорія як ціле визначається метонімічно і генеративно за допомогою однозначних чисел і правил арифметики.

### Субмоделі
На прикладі натуральних чисел, найпоширеніша субмодель тут – це субкатегорія ступеня десять. Використовують цю модель для того, щоб зрозуміти порівняльну величину чисел. Члени такої субмоделі є тим, що Е. Рош називає «когнітивними точками відліку». Ці когнітивні точки відліку в такій субмоделі демонструють прототипні ефекти наступного виду, як, наприклад, учасники експерименту більш схильні оцінювати як справжні судження типу 98 це приблизно 100, ніж 100 це приблизно 98. Але це також залежить і від контексту.

### Яскраві приклади
Для людей цілком звично використовувати знайомі приклади для того, щоб краще зрозуміти категорію. Наприклад, яскравим прикладом природних катаклізмів є землетруси в Каліфорнії. А.Тверскі і Канеман продемонстрували, що люди використовують такі яскраві приклади для оцінювання ймовірності природних катастроф. В їхньому розумінні містилось те, що А.Тверскі і Канеман назвали «помилкою кон’юнкції». Отже, когнітивна модель може функціонувати таким чином, що яскравий приклад замінює метонімічно цілу категорію. Це впливає на наші судження про ймовірність подій, які належать до категорії.

## Висновки
Всі ці види метонімічних моделей мають когнітивний статус, тобто використовуються в процесах мислення. І всі вони викликають прототипні ефекти того чи іншого виду.